# Tante Mia tanzt Electro Festival
Das Tante Mia tanzt Electro Festival ist das größte Electromusik-Festival im Nordwesten Deutschlands. Es findet seit 2016 jährlich an Christi Himmelfahrt auf dem Stoppelmarktgelände in Vechta statt und markiert somit den Start in die Festivalsaison. Anfangs mit drei Bühnen ausgestattet, bietet das Tante Mia tanzt seit 2017 vier Bühnen mit unterschiedlichen Subgenres der elektronischen Tanzmusik, die jährlich Besucherzahlen im fünfstelligen Bereich anziehen. Es wurde zunächst von der Firma plus2event GmbH organisiert, inzwischen ist die TMT Produktions GmbH Veranstalter.

## Konzept
Das Festival wird organisiert von der fiktiven namensgebenden Tante Mia, so werden auch die Künstler und Besucher als ihre Neffen und Nichten angesprochen.
Auf dem Festival befinden sich vier Bühnen, davon drei Open Air. Die größte Bühne stellt der „Tanzgarten“ dar, auf der EDM, Bigroom, Dance, Electro und Festivalsounds gespielt werden. Auf der „Gute Stube“ Bühne stehen Techno, Tech House, Deep House im Vordergrund, während auf der „Bassküche“ die Harder Styles dominieren. Letztere gehört erst seit 2017 zum Veranstaltungsprogramm. Lediglich die vierte Bühne des Festivals, die „Diele“ ist nicht Open Air und wird durch ein großes Zirkuszelt überdacht. Dort steht Radio- und House-Musik im Vordergrund. Allgemein spielen auf den Bühnen eine Kombination aus internationalen Stars sowie nationalen und regionalen Künstlern. Das Gelände wird ergänzt durch eine Chillout-Area, Food-Trucks, Shisha-Bars und Fahrgeschäften. Seit einigen Jahren bietet das Tante Mia tanzt auch unter dem Motto „Tante Mia's Neue Talente“ Newcomern die Chance, sich auf der Bühne zu beweisen und vor einem großen Publikum, neben internationalen Stars der Szene, zu spielen. Beim alljährlichen Newcomer Contest werden vier Gewinner, ein Newcomer pro Bühne, von einer Jury ausgewählt, die dann das Festival eröffnen dürfen.
Das Finale der insgesamt zwölfstündigen Veranstaltung stellt in jedem Jahr das nächtliche Höhenfeuerwerk im Hintergrund des Tanzgartens dar.
Medienpartner des Festivals ist Radio Energy Bremen.

## Künstler

### 2016
The Chainsmokers, Headhunterz, Lost Frequencies, Chris Packer, Dansir ᴰᴶ, DBN, Dj Breeze, Frank Kruse, Heavy Youngsters, Housedestroyer, Inpetto, Lausbuben Komplizen, Le Shuuk, Louis Dinkgrefe, Luca Schreiner, Mark Bale, Mat.Joe, Max Middelkamp, Myagi, Nana K., Panik Pop, Ryan Stephens, Steve Norton, Thomas Schumacher, Tom Stil

### 2017
Yellow Claw, Icona Pop, Firebeatz, Adrenalize, Airtunes, Andree Wischnewski, Atmozfears, Chris Montana, Chris Packer, Cyber, Dansir ᴰᴶ, DJ Juicy M, Dominik Koislmeyer, Frank Kruse, Frequencerz, Housedestroyer, King Arthur, Louis Dinkgrefe, Lucas & Steve, Mark Bale, Nana K., Nico Binder & Sascha Trimpe, Nizami Plus, Oliver Schories, Panik Pop, Patrick Hofmann, Peacekeeper, Ricd, Sigala, Steve Norton, Villain, Yannik Müller

### 2018
Don Diablo, Nervo, Nicky Romero, Audiotricz, Bass Modulators, Bebetta, Curbi, Dansir ᴰᴶ, David Puentez, EDX, Felix Kröcher, Frank Kruse, Housedestroyer, Igniter, Kungs, Louis Dinkgrefe, Maurice Durand, Nicky Jones, Noisecontrollers, Panik Pop, Plastik Funk, RESENSED, Steve Norton, Sub Zero Project, The Him, Tube & Berger, Villain, Zonderling, Niklas Cue (DJ-Contest Gewinner & Opener)

### 2019
Afrojack, W&W, AKA AKA feat. Thalstroem, ASK:ME, Boogshe, Bolier, Chocolate Puma, Chris Packer, Da Tweekaz, Dannic, Dubfire, HOSH, Hugel, Igniter, Jebroer, Klangkarussell, Klingande, Nic Fanciulli, Quintino, Ran-D, Redfocks, RESENSED, Steve Norton, Sunnery James & Ryan Marciano, Switch Off, Tiefblau, Villain, Wild Culture, Zatox

### 2022
Don Diablo, Lost Frequencies, Felix Jaehn, Âme, Angemi, Boogshe, Chris Packer, Darren Styles, D.O.D, D&M, Frontliner, GLDY LX, GRØN, Igniter, Jack Rush, Len Faki, Marc White, Marten Hørger, Mark With a K & MC Chucky, Matty Menck, Mike Williams, Moksi, Monika Kruse, NTO, NOTYPE, Paul Elstak, Phat Collective, Pleasurekraft, Redfocks, RESENSED, Sefa, Steve Norton, Third Party, Tiefblau, Tujamo, Two Pauz, Ummet Ozcan, Villain, Wildstylez

### 2023
Steve Aoki, W&W, Anna Reusch, Anvee, Boogshe, Coone, Curbi, Damien N-Drix, Dominik Koislmeyer, Gestört aber GeiL, GRØN, Jane Millet, Jebroer, Joachim Pastor, Keltek, Klanglos, Leon Krass, Lexxy Chainz, Lost Identity, LUM!X, Madism, Matty Menck, Nervo, Netsky, OXIA, Plastik Funk, Rebelion, RESENSED, Sound Rush, Steve Dosvor, Steve Norton, Sub Zero Project, Tiefblau, Tim Hox, Timbo & This Chris, Topic, Villain, YouNotUs, Zenemy

### 2024
Dimitri Vegas & Like Mike, Robin Schulz, Alice DiMar, Azteck, Boogshe, Brandon, Brennan Heart, Dimitri K, DMNK, Dominik Koislmeyer, Dr. Peacock, Fast Boy, Felix Jaehn, Glockenbach, Hard Driver, Koven, Lari Luke, Lost Identity, Lovra, Major Conspiracy, Mariana Bo, Mark Bale, Matty Menck, Max Lean, Mike Williams, Nicky Romero, Paul Elstak, Radical Redemption, RESENSED, Restricted, Steve Norton, The Second I, Tiefblau, VE/RA, Vini Vici, Villain, Wave Wave, Zonderling

### 2025
Timmy Trumpet, Alice DiMar, Anna Reusch, Blasterjaxx, Boogshe, Coone, Curbi, Da Tweekaz, Dannic, David Puentez, Die Gebrüder Brett, DMNK, Gestört aber geil, Harris & Ford, Jane Millet, Jebroer, Laura van Dam, LePrince, Lost Identity, Mandy, Matty Menck, Max Lean, Mr. Belt & Wezol, Noel Holler, Patronic, Plastik Funk pres. Carillo, Pretty Pink, Rebelion, Relova, Rooler, Shany & Rudy Mc, Showtek, Steve Norton, Sub Zero Project, Teknoclash, Thomm, Tiefblau, Topic, Tujamo, Vertile, Villain, WeDamnz, YouNotUs, Zeuz